# Barbara von Bayern

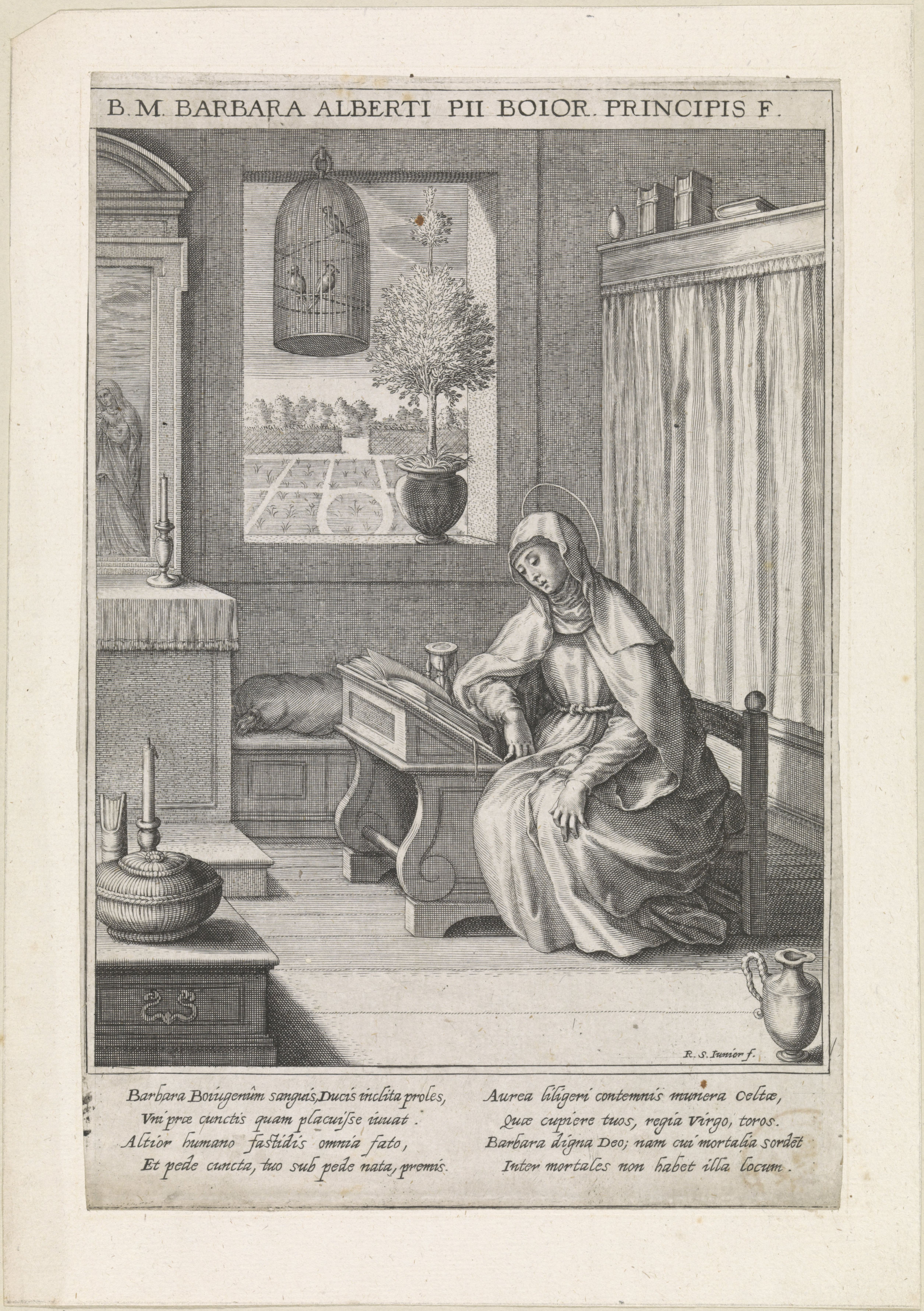
Barbara von Bayern im Angerkloster (nach Johann Matthias Kager).

Barbara von Bayern (* 9. Juni 1454 in München; † 24. Juni 1472 ebenda) war eine Prinzessin von Bayern-München aus dem Hause Wittelsbach und  Klarissin in München.

## Leben
Sie war eine Tochter des Bayernherzogs Albrechts des Frommen (1401–1460) und seiner Gattin Anna von Braunschweig-Grubenhagen (1420–1474), Tochter des Herzogs Erich I. von Braunschweig-Grubenhagen.
Barbara wurde 1460 zur Erziehung ins Münchner Klarissenkloster Sankt Jakob am Anger gegeben.
Die Prinzessin entschloss sich zu einem Leben als Nonne und lehnte eine Verehelichung ab. 1470 trat sie als Klarissin in das Jakobskloster ein.

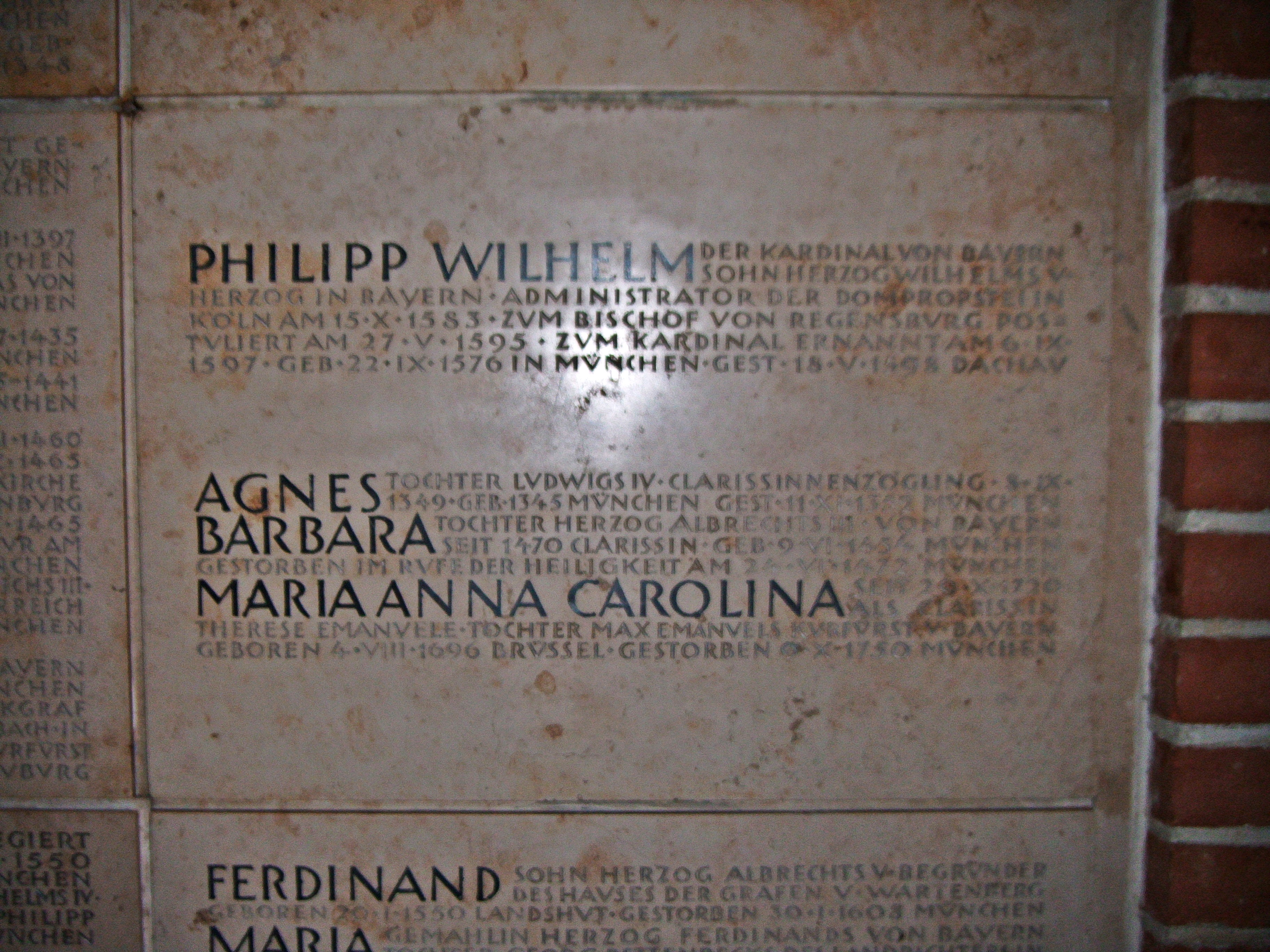
Grabstätte, Wittelsbachergruft, Frauenkirche München

Dort starb sie 1472 im Ruf der Heiligkeit und wurde im Chor der Klosterkirche, vor dem Sakramentsaltar bestattet. Es gab kontemporär eine starke Verehrung, die aber heute nicht mehr lebendig ist. Der Prozess zur Seligsprechung wurde eingestellt.
Im Konvent ruhte schon ihre Verwandte Prinzessin Agnes von Bayern († 1352), eine Tochter Kaiser Ludwig IV., die hier als Klosterschülerin und Stigmatisierte gestorben war. 1703 vereinte man die Gebeine beider Wittelsbacher-Prinzessinnen in einem gemeinsamen neuen Sarg. Bei der Auflösung des Klosters bettete man Anfang des 19. Jahrhunderts zusätzlich auch die Überreste der 1750 hier verstorbenen Klarissin Maria Anna von Bayern in den Sarg um. Dieser wurde 1809 auf Befehl König Max I. Joseph in die Fürstengruft der Münchner Frauenkirche überführt.
Man befestigte daran eine Metallplatte mit folgender Inschrift:

„Gebeine von Clarissinen am Anger, aus dem Hause Bayern, die einst nach dem Tode der Einzelnen, in einzelnen Särgen in dem Kloster geborgen, jetzt aber auf Befehl des Königs, in diesem einen Sarg gesammelt und in diese Kirche übertragen worden sind, am 20. Februar 1809“

Hier liegen nun die drei Wittelsbacherinnen aus dem Angerkloster in einem Gemeinschaftsgrab und sind auf der gleichen neuzeitlichen Grabplatte verzeichnet. Bei Barbara von Bayern wurde darauf auch vermerkt, dass sie im Ruf der Heiligkeit verstorben sei. Magnus Jocham hält 1861 in der bayerischen Heiligensammlung Bavaria Sancta fest (Band 2, Kapitel 174, S. 326), bei der Graböffnung im Kloster St. Jakob (wohl 1703) sei ein lieblicher Duft daraus hervorgegangen.